# Vicente Rojo Lluch

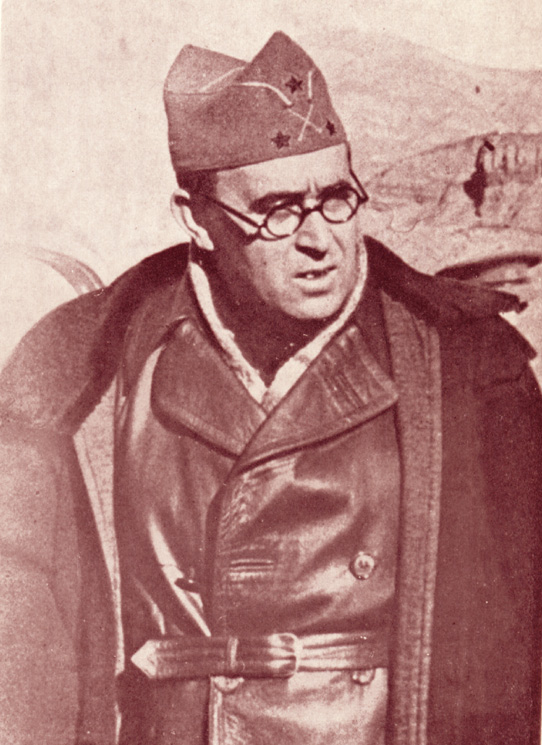
General Vicente Rojo

Vicente Rojo Lluch (* 8. Oktober 1894 in La Font de la Figuera, Provinz Valencia; † 15. Juni 1966 in Madrid) war ein spanischer General und vom 20. Mai 1937 bis Februar 1939 Generalstabschef der republikanischen Armee während des Bürgerkrieges.
Rojo wurde als Sohn eines verstorbenen Militärs in einem kirchlichen Waisenhaus aufgezogen und trat später in die Infanterieakademie in Toledo ein. Nach deren Abschluss 1914, als vierter von 390 Kadetten, folgten Verwendungen in Marokko und Katalonien. 1936 schloss er seine Ausbildung zum Generalstabsoffizier ab und fand als solcher Verwendung in Madrid.
Bei Ausbruch des Spanischen Bürgerkriegs im selben Jahr blieb er der republikanischen Regierung treu
und wurde einer ihrer militärischen Führer während des Konflikts. 1936 gelang es ihm, den Vormarsch General Emilio Molas auf Madrid aufzuhalten und die darauffolgende Verteidigung der Stadt zu organisieren. Vom 20. Mai 1937 bis zum 9. Februar 1939 war er Generalstabschef der Volksarmee der spanischen Republik. Rojo plante auch die letzten republikanischen Offensiven, die zu der Schlacht von Teruel und der Ebroschlacht führten. Er war einer der vier Militärs, die mit der Placa Laureada de Madrid ausgezeichnet wurden.
Nach dem Krieg begab er sich nach Frankreich, Argentinien und Bolivien ins Exil, kehrte aber 1957 nach Madrid zurück. Es wurde dort ein Ermittlungsverfahren wegen rebelión militar (militärischem Ungehorsam) gegen ihn eröffnet. Am 4. Dezember 1957 wurde er zu 30 Jahren Haft verurteilt. Am 18. Januar wurde die Haftstrafe zwar aufgehoben, aber eine Art dauernder Hausarrest, der Entzug bürgerlicher Rechte und die Aufhebung von Rentenansprüchen angeordnet. Rojo starb am 15. Juni 1966 in Madrid.

## Schriften
- Rojo Lluch, Vicente: Alerta a los pueblos. Ariel, Barcelona 1974, ISBN 84-344-2471-1.
- Rojo Lluch, Vicente: España Heroica. Diez bocetos de la guerra española. Ariel, Barcelona 1975, ISBN 978-84-344-2478-4.
- Rojo Lluch, Vicente, Asi Fue La Defensa De Madrid (Aportación a la Historia de la Guerra de España, 1936-1939). Comunidad de Madrid, Madrid 1987, ISBN 84-505-5386-5.
- Rojo Lluch, Vicente, Historia de la Guerra Civil Española, Jorge M. Reverte (Hrsg.). RBA, Barcelona 2017, ISBN 978-84-9056-887-3.